# 大阿河
52°27′37″N 7°19′29″E / 52.46028°N 7.32472°E

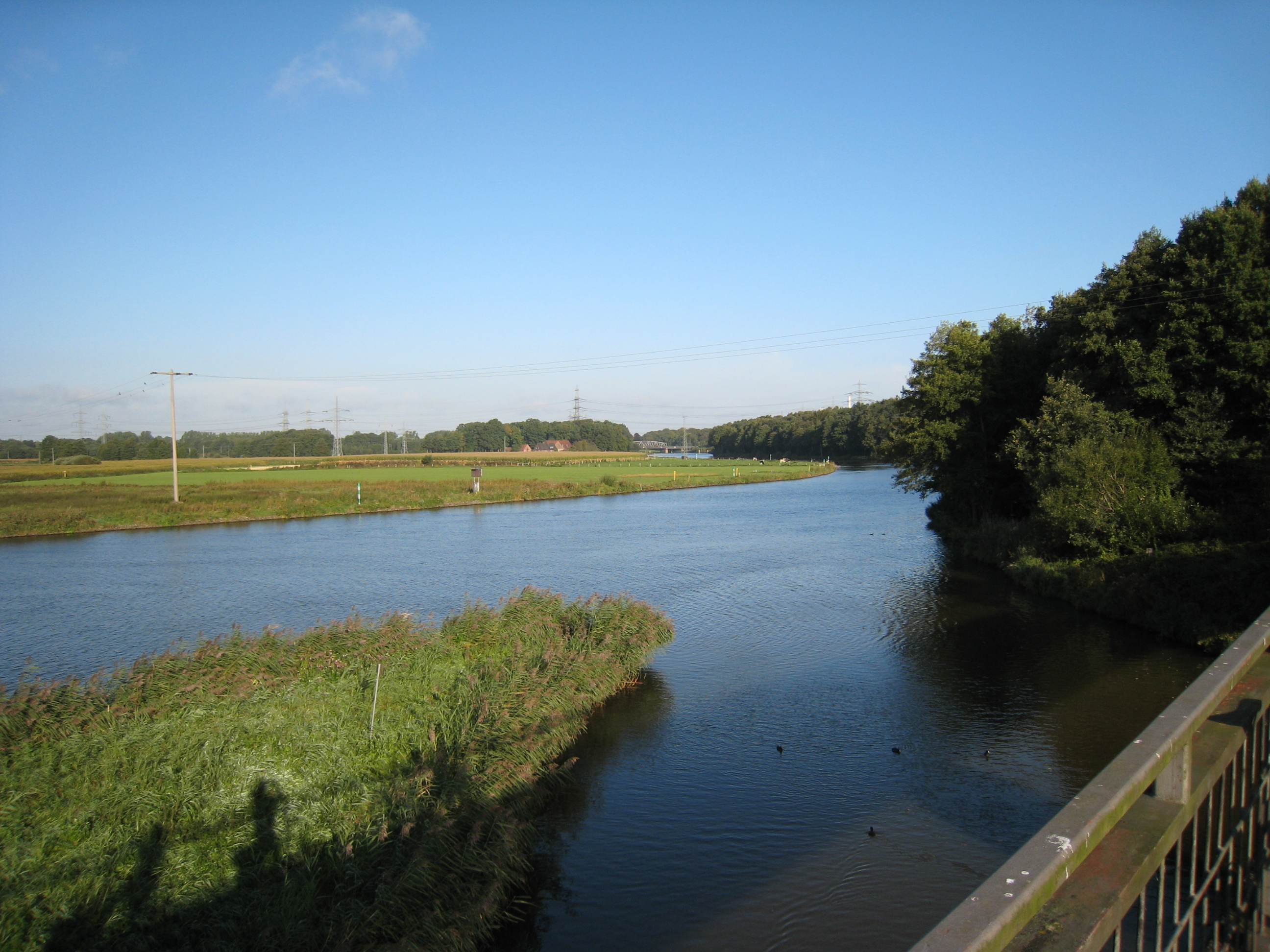
大阿河

大阿河（德語：Große Aa），是德國的河流，位於該國西北部，由下薩克森州負責管轄，屬於埃姆斯河的右支流，河道全長35公里，流域面積922平方公里，發源自菲爾斯特瑙附近，河口處在林根以南。